# Concești
Concești è un comune della Romania di 2 013 abitanti, ubicato nel distretto di Botoșani, nella regione storica della Moldavia.
Il comune è formato dall'unione di 2 villaggi: Concești e Movileni.